# Lucha libre

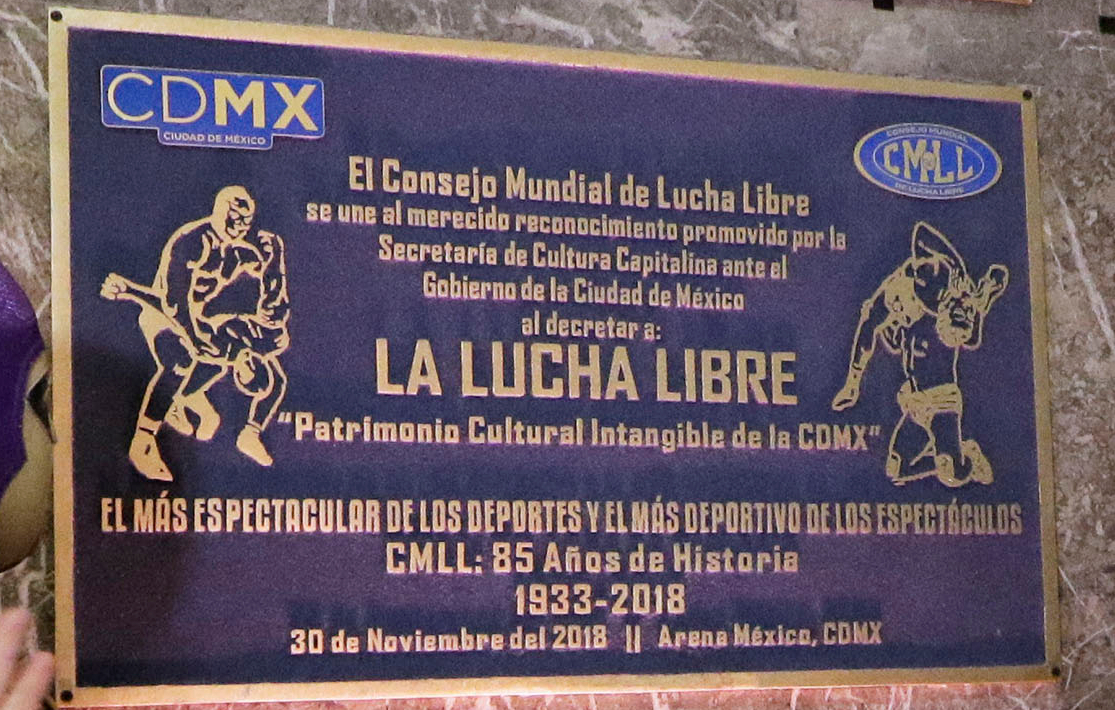
Placa comemorativa após a sua designação pela UNESCO como Patrimônio Cultural Imaterial da Humanidade in 2018.

Lucha libre (em português: luta livre) é um termo usado no México e em outras áreas em que a língua espanhola é falada, para se referir a uma forma de wrestling profissional, envolvendo várias técnicas e movimentos.
Fora dessa área, o termo lucha libre é sinônimo do wrestling profissional com performances no México e em outras cidades latino-americanas.
O wrestling mexicano é caracterizado pela rápida seqüência de holds e movimentos aéreos, como bem os espetaculares "high-flying moves"; muitos destes sendo adaptados e utilizados nos Estados Unidos. Outro ponto de destaque da lucha libre são as máscaras, em geral coloridas.
A lucha libre também é muito popular no Japão, para onde foi exportada por lutadores como Último Dragón, O Grande Sasuke e Super Delfín, que criaram uma fusão da wrestling mexicano e do Puroresu chamada "Lucharesu". Algumas empresas, principalmente as fundadas por estes três combatentes, utilizam regras e costumes da variante mexicana.
Os praticantes de lucha libre são chamados de "luchadores" (singular "luchador").

## Regras

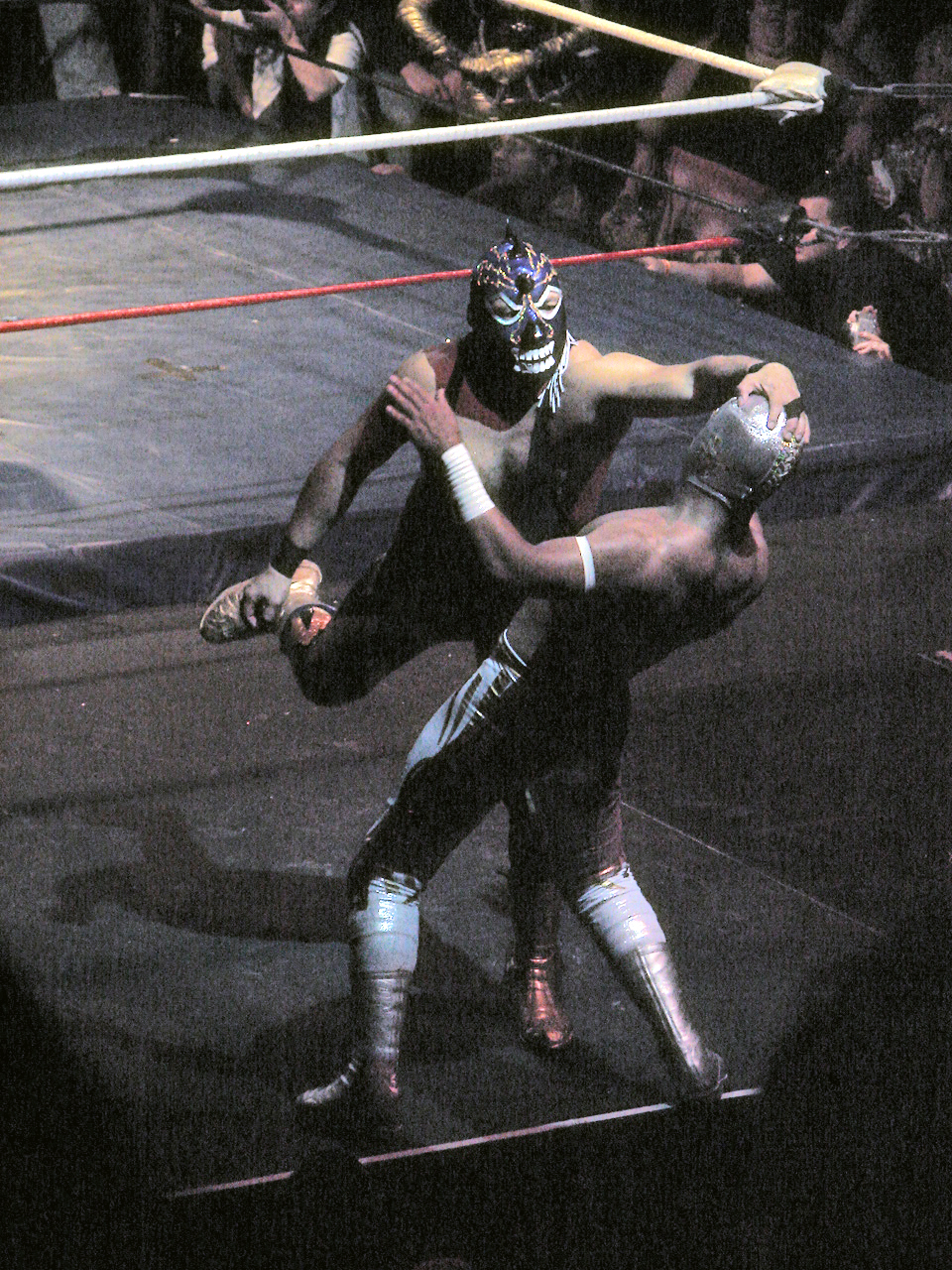
Uma luta entre Místico e Mephisto.

As regras da lucha libre são geralmente as mesmas das lutas singulares estadunidenses. As lutas têm o vencedor quando faz-se o pin no oponente e a contagem até três; vence-se com desistência; nocaute; contagem até 20 fora do ringue; ou por desqualificação.
Movimentos nas cordas são comuns, pois na maioria das vezes, o wrestler sobe no córner e aplica um ataque aéreo na adversário. Desqualificações podem ocorrer quando é utilizado um hold ilegal (o piledriver, por exemplo, leva a uma imediata desqualificação).
O wrestler pode ser desqualificado se usar um instrumento ilegal, interferências de fora do ringue, ataques a árbitros, ou arrancar a máscara do oponente. Muitas lutas ocorrem em 2-out-3 falls (dos de tres caídas), desde a década de 1970.

## História
No início do século XX, o wrestling profissional foi um fenômeno que não parava de ganhar audiência na área do México. Então, o promotor Salvador Lutteroth fundou a empresa Consejo Mundial de Lucha Libre, até hoje ativa, que na época era chamada de Empresa Mexicana de Lucha Libre. Isto ocorreu em 1933.
Dentro de décadas, a lucha libre começou a se tornar parte da "cultura" mexicana; virou um fenômeno de vez. Em 1942, um dos maiores wrestlers de todos os tempos surge no México: El Santo. No anos seguintes, aparecem outras estrelas, como Gory Guerrero e Blue Demon, maior rival de El Santo.

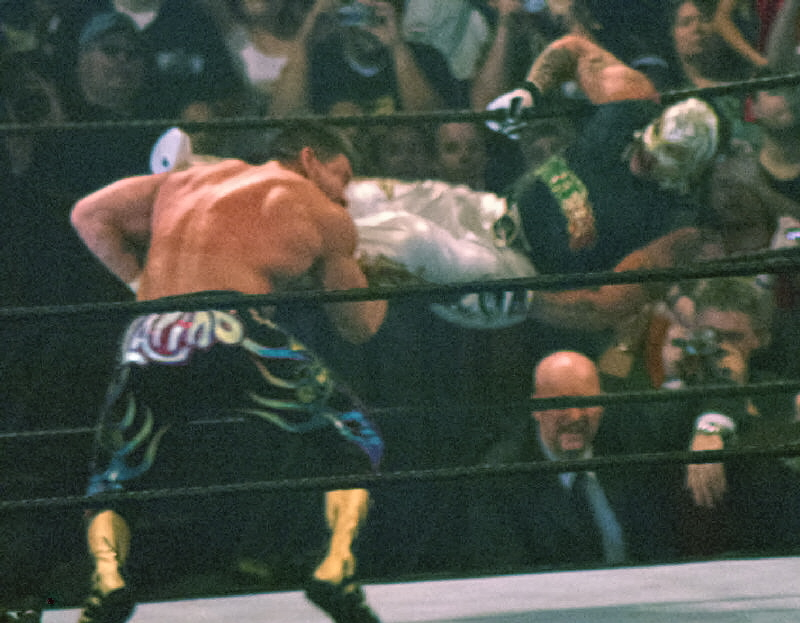
Rey Mysterio aplicando o 619 em Eddie Guerrero.

Os lutadores ganham agilidade e performam movimentos aéreos incríveis para estadunidenses, além de movimentos de força. Entre as diferentes categorias do wrestling, a preferida é a de pesos-leves (Cruiserweight). Os mais ágeis mexicanos talvez sejam Místico (que lutou na WWE sob o personagem de "Sin Cara") e Juventud Guerrera. O costume de haver lutas em tag team não é de dois lutadores em cada equipe, mas sim de três.

## Máscaras
As máscaras são muito usadas na lucha libre. Segundo eles, elas tem um significado para a cultura mexicana, principalmente dos astecas. No início, as máscaras eram muito simples com cores para distinguirem um wrestler do outro. Na lucha libre moderna, as máscaras são coloridas e com design de animais, deuses, heróis antigos e outros conhecidos, que distinguem o wrestler durante a sua carreira.
Virtualmente, todos os wrestlers mexicanos começam a sua carreira com uma máscara, alguns vão deixando de lado e outros vão continuando. Para alguns, perder a máscara significa perder uma gimmick, o que baixa a popularidade do wrestler.
A máscara é considerada "sagrada" em alguns lugares, tanto que em uma luta, se o wrestler arrancar a máscara do outro, é desqualificado. El Santo, teve a máscara durante toda a sua carreira, retirando ela somente quando estava muito velho.

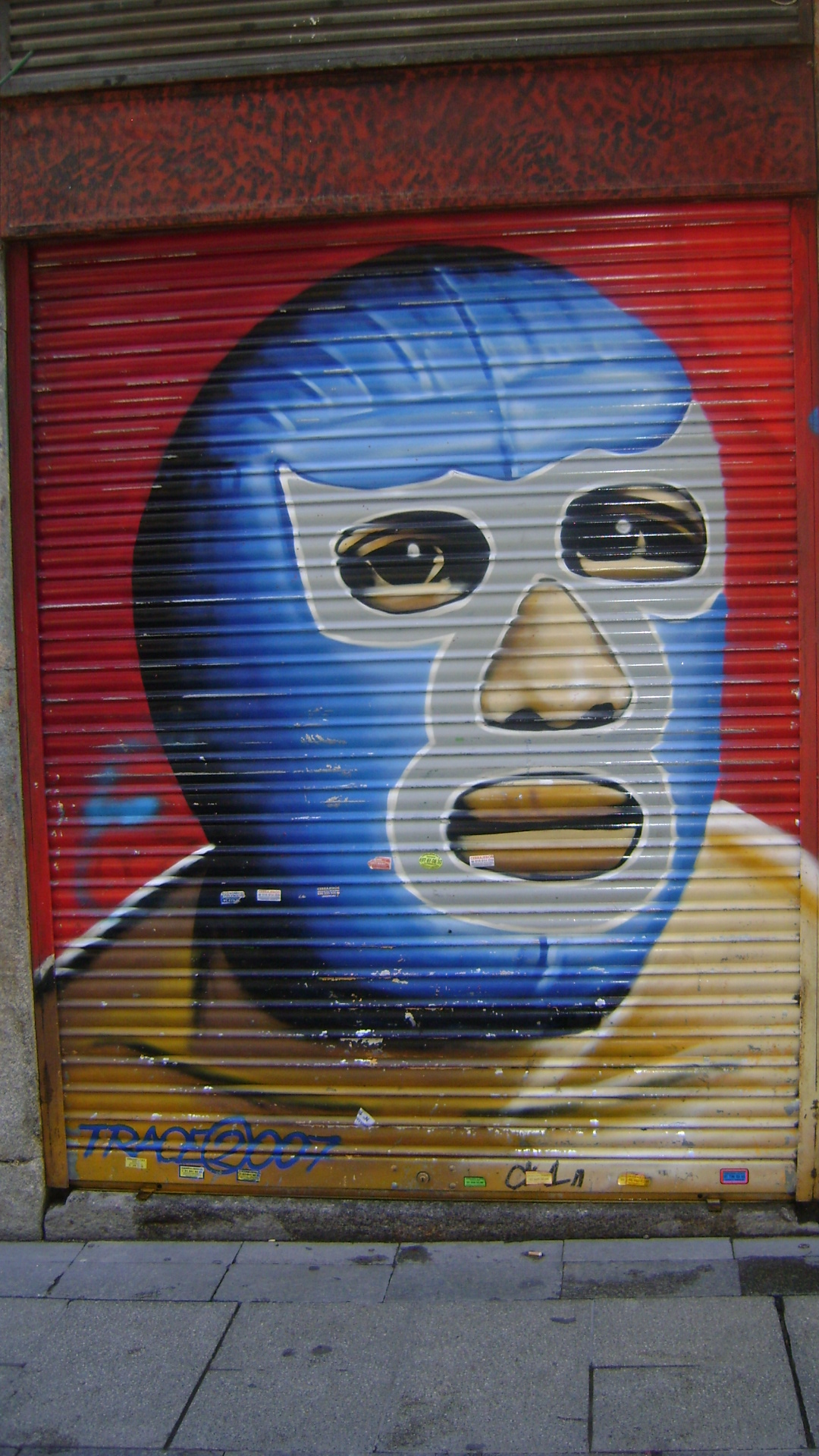
Graffiti de uma máscara de lucha libre mexicana em Madri, Espanha.

### Lucha de Apuestas
Com a importância colocada em cima das máscaras na lucha libre, perder tal objeto para um adversário é tratado como o pior insulto, e muitas vezes pode ser definitivo para a carreira de tal wrestler. Um dos principais modos para encerrar uma das maiores rivalidades na lucha libre é colocar sua máscara em jogo contra o adversário, no que é chamado de lucha de apuestas (em português: luta de apostas), onde o que é apostado pode ser tanto a máscara, quanto o cabelo, o título, a carreira, entre outros.
A primeira lucha de apuestas foi realizada em 14 de julho de 1940 na Arena México, onde o então campeão Murciélago (Velásquez) fez uma condição para o desafiante Octavio Gaona, sendo que deveria colocar seu cabelo em jogo. Gaona venceu a luta, e Murciélago acabou sendo desmascarado, dando origem assim a luta de apostas.

## Outras características

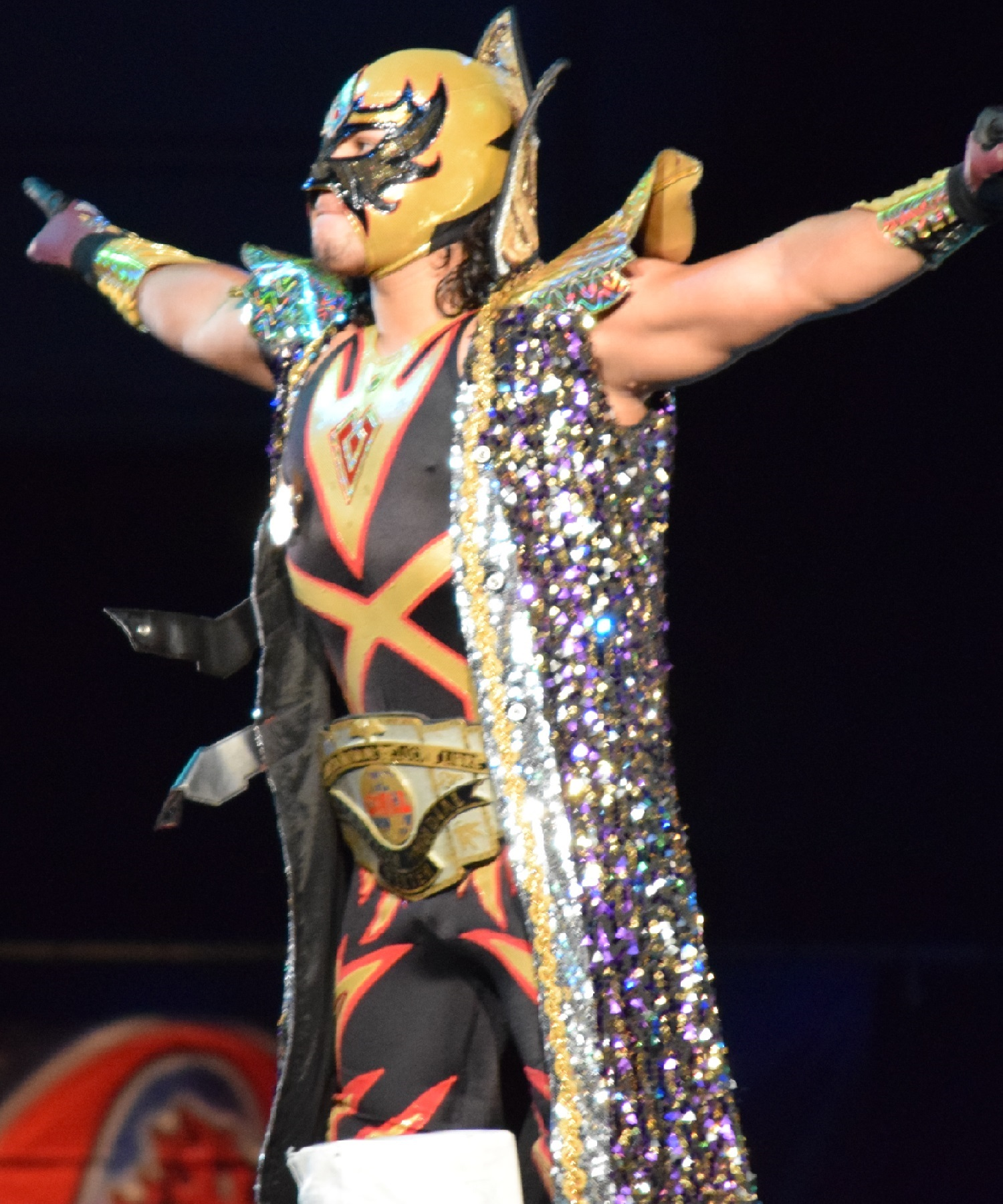
Máscara Dorada.

Os luchadores são divididos geralmente em dois grupos: Rudos (os maus ou heels) e Técnicos (os bons ou babyface).
Os títulos são trocados muitas vezes de mão, pois há muitas lutas valendo o campeonato, assim chamado na lucha libre. Vencendo várias lutas, o wrestler pode conquistar o título automaticamente.
A lucha libre diferencia os títulos em quatro classes geralmente: heavyweight, light-heavyweight, welterweight e middleweight.
As duas maiores companhias de lucha libre estão localizadas no México e são estas: Consejo Mundial de Lucha Libre (CMLL), a primeira companhia, fundada em 1933; e Asistencia Asesoría y Administración (AAA).

## Lucha libre para mulheres
As wrestlers femininas são chamadas de luchadoras e também competem no wrestling mexicano. O CMLL World Women's Championship é o título de destaque da CMLL na divisão para mulheres; e o AAA Reina de Reinas Championship na AAA. Nesta mesma companhia, há o AAA World Mixed Tag Team Championship, onde há tag team composto por um luchador e uma luchadora.
No ano de 2000, foi fundada uma companhia só para mulheres: a pequena Lucha Libre Feminil.

## Lutadores mexicanos no exterior
O estilo mexicano ultrapassou suas fronteiras graças aos lutadores que foram ao exterior para realizar lutas internacionais, incluindo países que também são potências do wrestling como Japão, Estados Unidos, Porto Rico, Reino Unido ou Alemanha.
O México é o país latino-americano com mais campeões mundiais de luta livre profissional. Alberto Del Rio (quatro vezes campeão mundial na WWE), Rush, Bandido (ambos campeões na ROH), Blue Demon Jr. (campeã na NWA) e Thunder Rosa (campeã mundial feminina na NWA e All Elite Wrestling) são os que venceram um título importante em promoções estrangeiras.

## Companhias no México

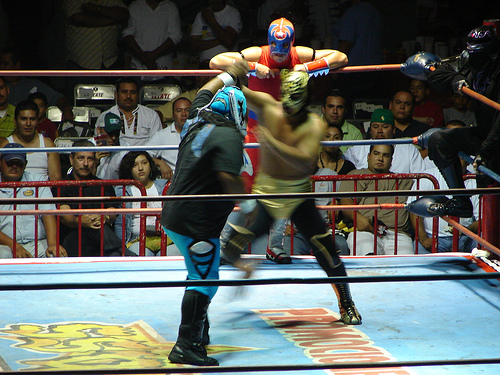
Uma luta tag team na Asistencia Asesoría y Administración.

- Asistencia Asesoría y Administración (AAA);
- Consejo Mundial de Lucha Libre (CMLL);
- ENESMA;
- International Wrestling Revolution Group (IWRG);
- Universal Wrestling Association (defunta);
- World Wrestling Association (Promociones Mora) (WWA);
- Xtreme Latin American Wrestling;
- Lucha Libre Feminil (LLF);
- Club Deportivo Unidos;
- Tigere Espanol;
- Club Bombero.